# 아베노믹스

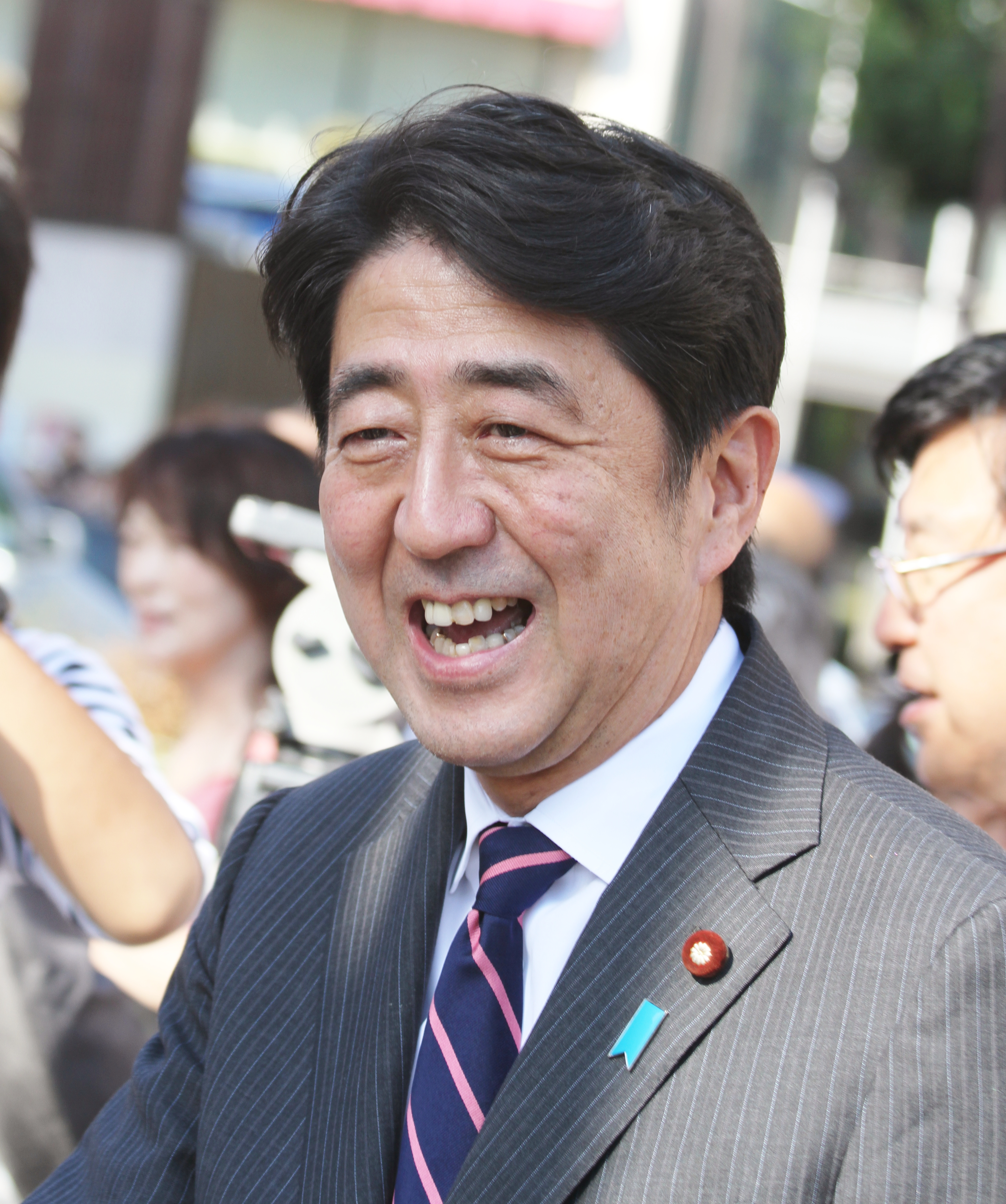
아베 신조

아베노믹스(일본어: アベノミクス, 영어: Abenomics)는 일본 총리 아베 신조가 2012년부터 시행한 경제정책으로, 과감한 금융완화와 재정지출 확대, 경제성장 전략을 주 내용으로 하고 있다. 디플레이션 탈출과 참의원 (일본) 선거 승리, 장기 집권 기반 구축을 목표로 한다.

## 정책 내용
2013년 1월부터 매월 13조 엔 규모의 국채매입을 실시하고 물가상승률 목표치도 2%로 상향조정 하는 등 양적완화를 강화했다. '일본 경제재생을 위한 긴급경제대책'(10.3조 엔)을 편성하였고 2013년도 예산에서는 공공사업비를 15.6%인상하는 재정정책을 시행중이다. 2013년 6월까지 구체적인 성장전략을 제시한다는 방침이며, 민주당 정부의 신성장전략과 비교되는 전략입안을 주도할 산업경쟁력 회의를 계획하고 있다.

## 평가
아베노믹스는 저성장 탈출을 위한 일본의 새로운 시도라는 점에서 평가할 수 있으나 정책의 장기적 지속성, 성공 가능성 면에서 여전히 리스크가 존재하고 있다는 점에 유의해야 한다. 유동성 함정과 국가부채 기업의 투자 의욕 회복 여부가 핵심관건이다. 아베노믹스 정책 시행이후 2013년 5월까지 주가는 55% 급등하고 개인소비증가로 1분기에 연 3.5%의 경제성장을 했으며, 엔화는 평가절하되고 있고 부동산 가격도 상승하고 있다. 총리에 대한 지지율은 70%를 넘었다. 엔화약세는 수출과 내수경기를 활성화하는 효과를 가져오겠지만, 급증한 일본 정부의 국가부채는 큰 부담으로 작용하고 있다.
국제 전문가들은 아베노믹스로 인한 엔저의 최대 피해국가를 한국으로 꼽고 있으며, 실제 한국에선 외국인 투자금이 빠져나가고 자동차, 전기전자 등 일본과 수출 경쟁을 하는 산업의 실적이 떨어지는 문제가 발생하고 있다.

## 같이 보기
- 통화주의
- 대처주의
- 레이거노믹스
- MB노믹스(대한민국 이명박 정부)
- 초이노믹스(대한민국 박근혜 정부의 최경환 부총리)
- 아베노마스크